# Sanctuaire Notre-Dame de Knock
Pour les articles homonymes, voir Knock.
Le sanctuaire de Notre-Dame de Knock (en anglais, The Sanctuary of Our Lady of Knock), communément appelé le sanctuaire de Knock est un sanctuaire marial catholique situé dans la ville de Knock, en Irlande.
Le sanctuaire de Knock préserve et célèbre la mémoire des événements qui ont conduit à sa fondation, à savoir l'apparition mariale de Kncok à quinze personnes, le 21 août 1879.
Immédiatement après la déclaration de cette apparition, des pèlerinages s'organisent mais le petit village de Knock manque d'infrastructure pour accueillir les pèlerins.
En 1935, la Société du sanctuaire de Knock est créée pour développer les infrastructures manquantes. En 1976, l'église « Notre-Dame Reine d'Irlande » est construite pour accueillir la foule des pèlerins. Celle-ci est est élevée au rang de basilique en 1979.
Aujourd'hui le sanctuaire de Knock est principalement composé par la chapelle des apparitions, de la basilique, de la chapelle de la réconciliation, de la chapelle du Saint-Sacrement, d'un chemin de croix et d'un musée.
Le sanctuaire attire chaque année plus d'un million de pèlerins et visiteurs du monde entier, dont la venue est facilitée par l'ouverture en 1985 de l'aéroport international de Knock à 20km du sanctuaire.

## Histoire

### L'apparition mariale du 21 août 1879
Selon les déclarations des voyants, le 21 août 1879 entre environ 19h et 21h30 sur le mur extérieur de l'église du village est apparue une vision de la Vierge Marie vêtue d'une robe blanche les mains, les yeux tournés vers le ciel en prière et sur portant sur la tête une couronne en or.

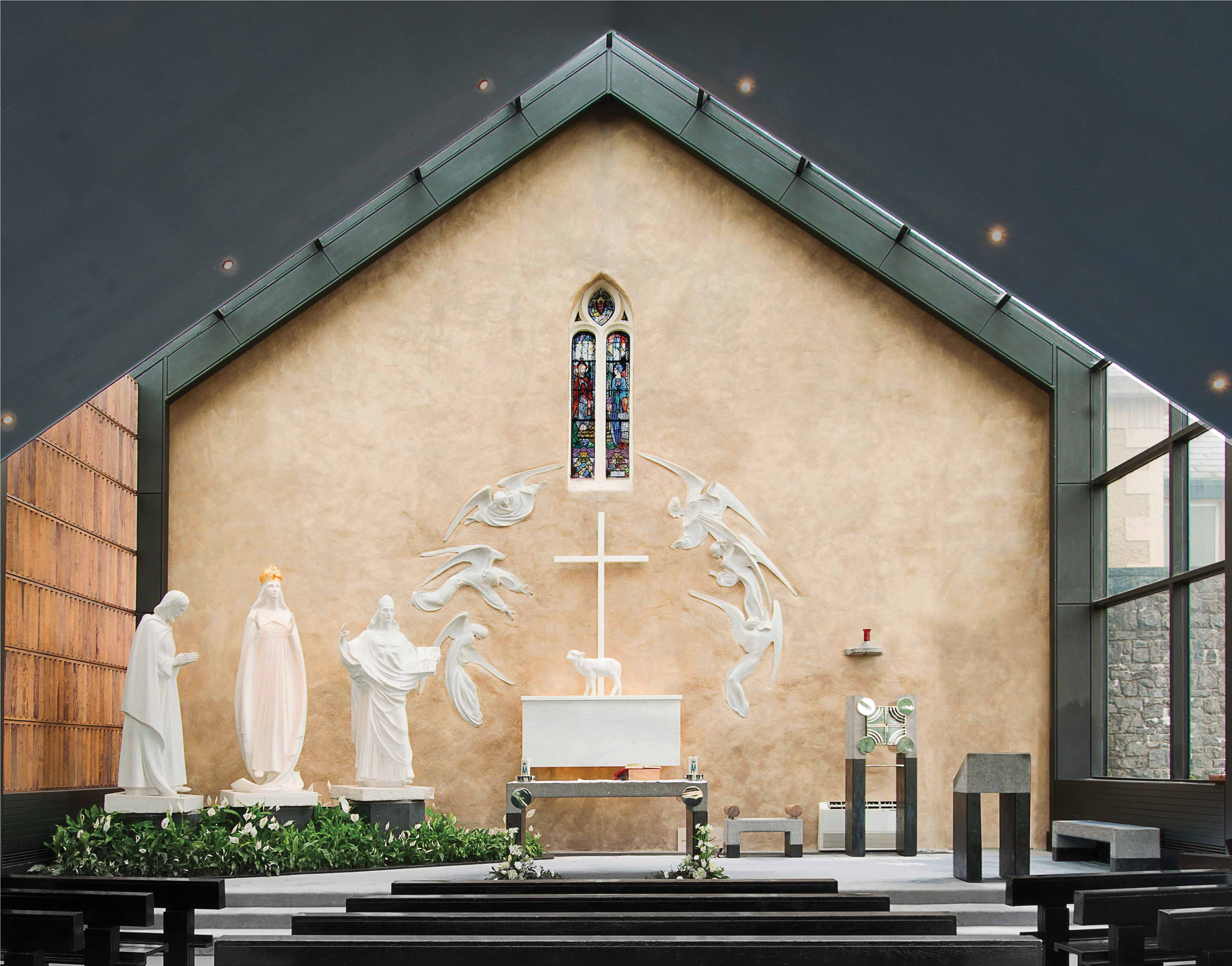
Représentation de la de la vision, dans la chapelle de l'apparition.

À sa droite, s'inclinant respectueusement vers elle, se trouvait saint Joseph avec une barbe et des cheveux gris. À sa gauche se tenait Jean l’évangéliste habillé à la façon d'un évêque et tenant dans sa main gauche un livre ouvert dans lequel des lignes et des lettres étaient visibles. Il semblait prêcher mais aucune voix ne fut entendue. 
Enfin était visible l'Agneau de Dieu (représentation de Jésus-Christ dans son rôle de victime sacrificielle), se tenant sur un autel entouré d'anges et derrière lequel se trouvait une Croix.
Les témoins ont déclaré avoir vu et prié cette vision pendant plus de 2 heures et bien qu'il ait plu tout ce temps, aucune pluie ne serait tombé sur l'ensemble de l'apparition. Toujours selon les voyants, aucun message n'a été transmis, ce fut une apparition silencieuse,.
Douze jours plus tard un cas de guérison miraculeuse est enregistré. Une enfant sourde de douze ans retrouve l'ouïe (par octobre 1880 ce sont 637 cas de guérison miraculeuse qui sont enregistrés).
Informé de cet événement l'archevêque de Tuam (en), John MacHale (en) créé le 8 octobre 1879 une commission d'enquête ecclésiastique. Après enquête le verdict final de la commission est que les dépositions de tous les témoins sont dignes de confiance et satisfaisantes. Une seconde commission d'enquête est créée  le 24 août 1935. Celle-ci juge également l'ensemble des éléments recueillis digne de confiance.
Très vite, l'évêque du lieu a ouvert une enquête canonique, mais malgré l'avis favorable de la commission d'enquête, il n'a pas fait la proclamation de reconnaissance officielle que de très nombreuses personnes attendait. Le pèlerinage à Knock débute très vite, dans les semaines qui suivent cet événement, et la déclaration de plusieurs guérisons et miracles amène la population à dénommer Knock « le Lourdes irlandais »,.

### Construction
La Société du sanctuaire de Knock ((en) Knock Shrine Society) est fondée le 21 août 1935 avec l'approbation de Mgr Thomas Gilmartin (en), évêque de Tuam. Le but de cette organisation est de « promouvoir le sanctuaire de Knock comme un grand centre spirituel en Europe, et de venir en aide aux pèlerins malades qui se rendent de plus en plus nombreux sur ce lieu de pèlerinage ».
En 1936, est constitué un « Bureau médical », sur le modèle de celui institué à Lourdes pour examiner les cas de déclaration de guérison.
En 1976, l'église « Notre-Dame Reine d'Irlande » est terminée et ouverte au culte. Elle est élevée au rang de basilique mineure par le pape Jean-Paul II en 1979, à l'occasion de sa visite sur le sanctuaire.
En 1988, la « chapelle de la réconciliation » est construite à la suite d'un concours d'architecture. Ce sont les architectes De Blacam & Meagher (en) qui remportent le concours et réalisent la chapelle, dédiée au sacrement de réconciliation.
En 2016, pour célébrer les 40 ans de la basilique, des travaux sont réalisés, dont une grande mosaïque représentant l'apparition, réalisée d'après une œuvre de l'artiste irlandais P. J. Lynch. Cette œuvre monumentale, réalisée par les ateliers italiens de Travissanutto Mosaics, est composée de 1,5 million de pièces de verre, ce qui fait d'elle l'une des plus grandes en Europe.

### Début des pèlerinages
Les articles de presse sur l'apparition ont commencé en janvier 1880 et deviennent rapidement très nombreux. D'autres visions, parfois plus élaborées, ont été signalées à Knock et dans plusieurs autres endroits d'Irlande au cours des mois suivants. Des centaines de rapports ont été publiés sur des personnes miraculeusement guéries de diverses maladies grâce à l'utilisation de ciment mural de l'église de Knock. La publicité et les miracles ont amené une foule de pèlerins à Knock au début des années 1880, mais ce nombre a diminué à partir de la décennie suivante.
Un renouveau voit le jour dans les années 1930. Il est dirigé par des laïcs et encouragé par le prêtre et l'archevêque local qui transforment Knock en un lieu de pèlerinage majeur. Knock devient ainsi un centre spirituel marial très important en Irlande dans les décennies qui suivent la Seconde Guerre mondiale.

## Description
Le sanctuaire est composé d'un ensemble de bâtiments et d'installations, construites au cours du temps :

### L'église paroissiale
L'église paroissiale de Knock a été construite en 1828. Elle est dédiée à saint Jean-Baptiste. Cette église historique a connu (au moins) une restauration.
Le maître-autel de l'église a été réalisé dans l'atelier de MP J Scannell de Cork et offert en cadeau en 1880, à l'occasion d'un pèlerinage.

### La chapelle des apparitions

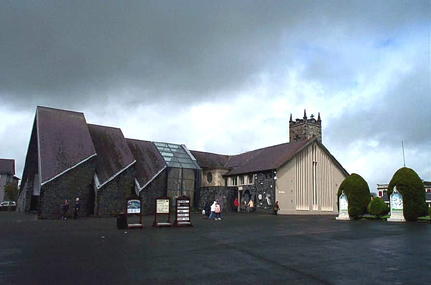
Vue extérieure de la chapelle des apparitions, accolée à l'église paroissiale.

La chapelle des apparitions a été construite autour du mur de l'église paroissiale sur lequel s'est déroulée l'apparition. Le mur d'origine a été conservé, et des sculptures en marbre blanc de Carrare ont été réalisées pour représenter Notre-Dame, saint Joseph et saint Jean l'évangéliste tels que les ont décrits les voyants. L'Agneau est placé au centre de la chapelle sur un autel entouré d'anges sculptés. Ces sculptures ont été réalisées par Lorenzo Ferri en 1960,.
Le pape Jean-Paul II a béni les statues de la chapelle lors de sa visite au sanctuaire de Knock en septembre 1979 et le pape François est venu y prier dans lors de sa visite en Irlande en août 2018.

### La basilique

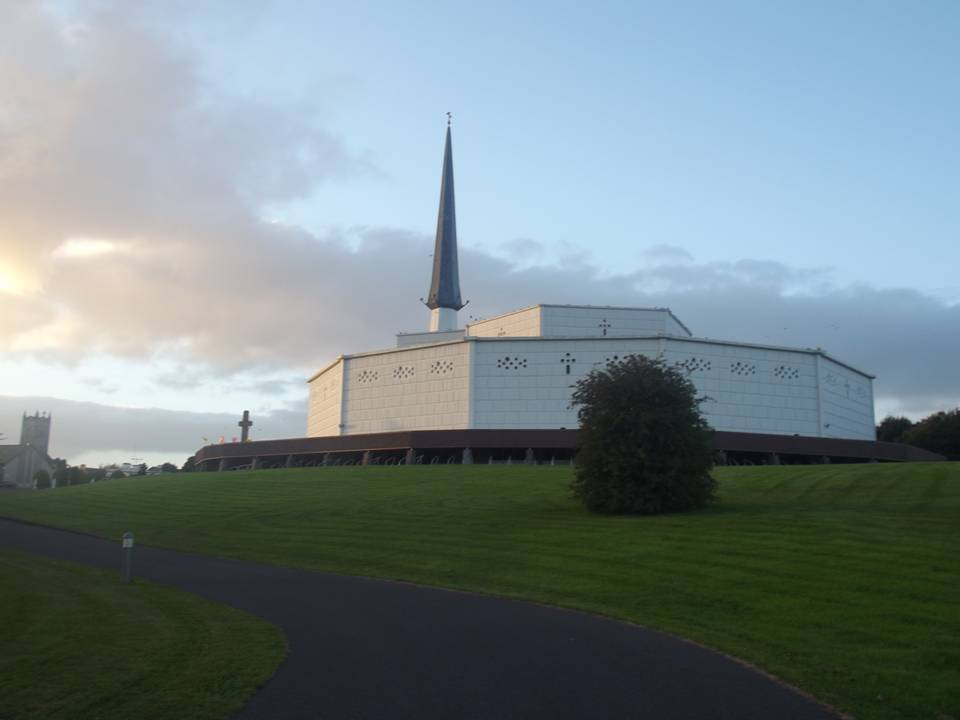
Vue arrière de la basilique et de sa flèche.

Cette église, avec une flèche impressionnante dans le paysage rural de l'ouest irlandais, est visible de très loin. L'église a été construite en 1976 en l'honneur de « Notre-Dame reine d'Irlande » afin d'accueillir les milliers de pèlerins qui visitaient le sanctuaire de Knock chaque année. L'église a été élevée au rang de basilique par le pape Jean-Paul II lors de sa visite au sanctuaire de Knock en 1979. La basilique, construite pour une capacité de 2 000 places au départ, a été agrandie et réaménagée en 2015. Les vitraux qui séparent chaque chapelle sont des répliques de vitraux d'anciennes églises et d'abbayes des quatre provinces d'Irlande. Ils rendent hommage au « riche héritage ecclésiastique irlandais »,.
La mosaïque située derrière l'autel représente la scène de l'apparition de Knock en 1879. Elle est la plus grande mosaïque de ce type en Europe, et comprend 1,5 million de pièces. Elle a été réalisée à Spilimbergo, en Italie, par les artisans mosaïstes de Travisanutto, sur un dessin réalisé par l'illustrateur irlandais P. J. Lynch.

### Chapelle de la réconciliation
En 1988, Mgr Greally, directeur du sanctuaire de Knock organise un concours d'architecture pour réaliser une nouvelle chapelle. Ce sont les architectes De Blacam & Meagher (en) qui remportent le concours et réalisent la chapelle, dédiée au sacrement de réconciliation. La mosaïque de la chapelle de la réconciliation a été conçue par Sr Angelica Ballan, des Sœurs disciples du Divin Maître à Rome.

### Chapelle du Saint-Sacrement
La chapelle du Saint-Sacrement est un espace destiné à l'adoration eucharistique dans l'espace du sanctuaire. L'exposition du Saint-Sacrement a lieu tous les jours tout au long de la saison des pèlerinages de 11h30 à 18h.

### Autres bâtiments
Le complexe comprend, en plus des églises et chapelles, un centre de livres religieux, un espace pour le caravaning et le camping, un musée, un café et un hôtel pour les pèlerins ainsi qu'un musée folklorique.

## Notoriété

### Notoriété religieuse et spirituelle

#### Lieu de miracles et de guérisons

##### Premières années
Dès le début de l'année 1880, les premiers pèlerins viennent sur le site de l'apparition. En mars un groupe de pèlerins vient de Limerick (à 150 km) en train puis en voiture à cheval, et un autre groupe vient de Cork (à 250 km). En août un groupe de 1 000 jeunes hommes venu de Manchester en Angleterre arrive à son tour sur le lieu de l'apparition.
Le développement des chemins de fer et l'apparition d'articles dans des journaux locaux et nationaux ont alimenté l'intérêt pour le petit village de Knock. Des informations faisant état « d'événements étranges dans un petit village irlandais » ont été publiées presque immédiatement dans les médias internationaux. Des journaux aussi éloignés géographiquement, que ceux de Chicago, ont envoyé des journalistes pour couvrir le phénomène de Knock.
Le premier miracle déclaré est celui de la fille de P.J. Gordon cordonnier à Claremorris. Dix jours après l’apparition du 21 août, il se rend à Knock, en famille. La guérison de l'enfant avec « l'aide d'un peu de ciment du mur de l'apparition » fait grand bruit dans la presse, et entraine l'arrivée de nombreux malades,. Si bien que très vite, le mur de l'église est « déchiré par des pèlerins » qui ébrèchent le ciment, le mortier et les pierres pour les ramener en souvenir voire les utiliser comme des remèdes.
Knock devient rapidement, un « second Lourdes », attirant non seulement des Irlandais mais aussi les catholiques d’Europe et d’Amérique. Les rapports de presse sur l'apparition ont commencé en janvier 1880 et sont rapidement devenus très importants. Des centaines de rapports ont été publiés sur des personnes miraculeusement guéries de diverses maladies grâce à l'utilisation de ciment de l'église de Knock. La publicité et les miracles ont amené une foule de pèlerins à Knock au début des années 1880, mais dans les années suivantes, le flux de pèlerins s'est ralenti et le nombre de visiteurs a diminué.
Faute de constructions pour accueillir confortablement les pèlerins, la fréquentation diminue jusqu'aux années 1930 où les docteurs Gilmartin et Walsh décident de développer l'accueil pour relancer le pèlerinage à Knock en permettant d'aider et accueillir efficacement les pèlerins et les malades.

##### Aujourd'hui
En 1954, à l'occasion de l'année mariale déclarée par le pape Pie XII, le nombre de pèlerins annuel se rendant au sanctuaire dépasse pour la première fois le nombre d'un million.
En 1993, mère Teresa se rend en pèlerinage au sanctuaire de Knock, et la messe célébrée devant la basilique rassemble plus de 50 000 pèlerins.
De nos jours encore, un certain nombre de guérisons sont régulièrement déclarées dans le sanctuaire de Knock et ceux qui déclarent avoir été guéris laissent toujours des béquilles et des bâtons sur « le lieu déclaré de l'apparition ». On compte entre 20 et 30 guérisons « déclarées par an », mais très peu ont fait l'objet d'une enquête approfondie. Chaque diocèse irlandais fait un pèlerinage annuel au sanctuaire marial et la neuvaine de Knock attire 100 000 pèlerins en août. Avec le temps, le sanctuaire de Knock s'est imposé en Irlande comme le plus grand centre spirituel marial du pays.
Les pèlerinages se déroulent majoritairement entre mai et octobre, même si le reste de l'année le site reste fréquenté par de nombreux pèlerins. Des bénévoles sont présents sur le sanctuaire pour venir en aide aux pèlerins et visiteurs. Les responsables du sanctuaire annoncent un chiffre cumulé d'un million de pèlerins par an,.

#### Visites officielles

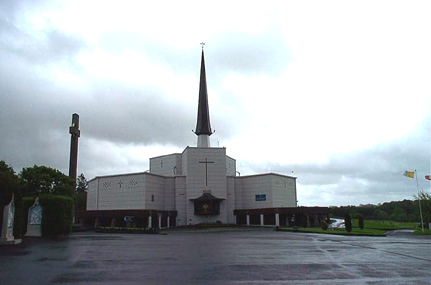
La basilique et son esplanade.

##### Hommages rendus par les papes
Les autorités de l'Église catholique ont manifesté au cours du temps des marques d'attention envers le sanctuaire de Knock :
- Le 1er novembre 1945 (fête de la Toussaint), le pape Pie XII a béni la bannière de Knock dans la basilique Saint-Pierre de Rome et l'a décorée d'une médaille spéciale[14],[11].
- Le 2 février 1960 (fête de la Chandeleur), le pape Jean XXIII a offert une bougie spéciale à Knock[14],[11].
- Le 6 juin 1974, la première pierre de l'église « Notre-Dame Reine d'Irlande », a été bénie par le pape Paul VI[14],[11].
- Le 30 septembre 1979, le pape Jean-Paul II a visité le sanctuaire pour célébrer le centenaire de l'apparition. Au cours de cette visite historique, le Pape s'est adressé au personnel malade et infirmier, et il a célébré la messe. Le pape a élevé l'église du sanctuaire au rang de basilique mineure, et il a offert une bougie et une rose d'or au sanctuaire. Jean-Paul II est aussi allé prier et s'agenouiller devant le mur de l'apparition[11].
- Le 26 août 2018, le pape François a visité le sanctuaire de Knock dans le cadre d'une visite en Irlande pour la 9e rencontre mondiale des familles.

##### Visiteurs et événements religieux
- Le 8 décembre 1954[N 5] la statue de Notre-Dame de Knock est couronnée canoniquement, avec l'autorisation du Vatican, à l'issue d'une grande célébration et d'une procession des fidèles[7].
- Mère Teresa de Calcutta a visité le sanctuaire en juin 1993[17].
- Le Congrès eucharistique national d'Irlande s'est tenu au sanctuaire marial de Knock les 25 et 26 juin 2011. On estime à 13 000 le nombre de pèlerins à cette occasion[15].
- Le 13 mai 2017, le cardinal Timothy Dolan a célébré une messe de requiem (dans la basilique de Knock) lorsque le corps de John Curry, le plus jeune témoin de l'apparition de Knock, a été réintégré au cimetière de l'ancienne cathédrale Saint-Patrick de New York après avoir été exhumé d'une tombe anonyme sur Long Island[18].

### Grands rassemblements
Une neuvaine en l'honneur de Notre-Dame de Knock a lieu chaque année en août et rassemble jusqu'à 100 000 pèlerins d'Irlande et du monde entier. Les pèlerins viennent pour participer à la prière et écouter les enseignements spirituels. La neuvaine annuelle a été créée en 1977 par le curé de l'époque de Knock, Mgr James Horan (en). Le mois d'août a été choisi comme le mois particulier pour la dévotion à Marie, car on y trouve deux fêtes importantes : la fête de Notre-Dame de Knock le 21 août et la fête de l'Assomption le 15 août.
Le dernier jeudi de chaque mois est spécialement consacré aux malades et invalides. Une messe spéciale y est célébrée, et le sacrement des malades proposé aux pèlerins.
Un autre grand rassemblement annuel est la messe du Padre Pio en septembre, qui attire jusqu'à 15 000 pèlerins à chaque édition.

### Importance économique

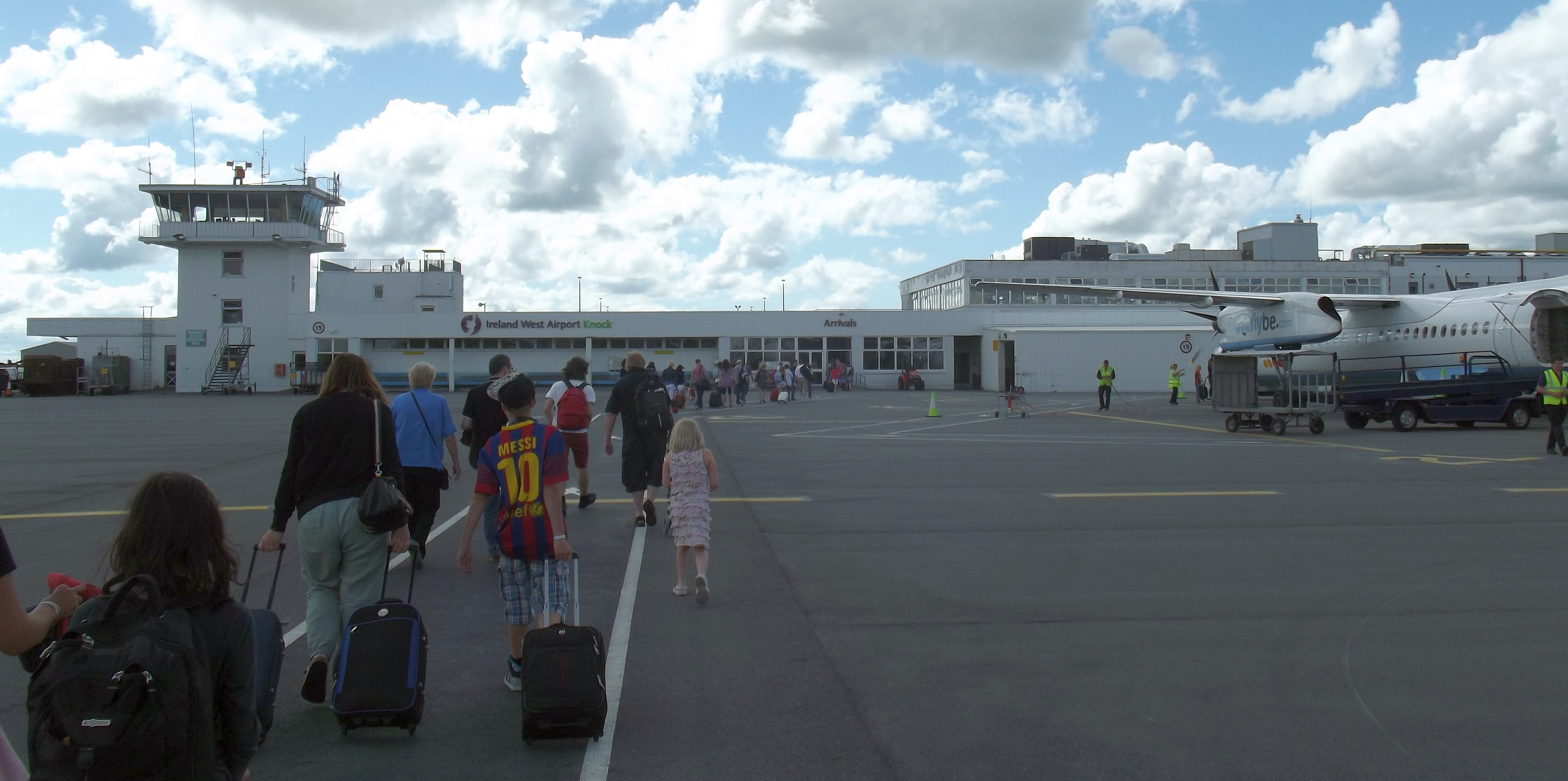
Aéroport de Knock en août 2013

Bien qu'il soit resté pendant près de cent ans un important lieu de pèlerinage irlandais, Knock ne s'est imposé comme un site religieux mondial, essentiellement qu'au cours du dernier quart du XXe siècle. Cela est en grande partie dû au travail de son curé, Monsignor James Horam (en). Celui-ci a présidé une importante reconstruction du site, avec la mise à disposition d'une nouvelle grande basilique dans le sanctuaire (la deuxième en Irlande) à côté de l'ancienne église. Horan a obtenu du Taoiseach irlandais Charles James Haughey des millions de livres d'aides d'État pour construire un grand aéroport près de Knock, ouvert en 1985. Le projet a été condamné par les critiques des médias. À l'époque, l'économie irlandaise était en dépression avec une émigration massive. Cependant, contrairement aux attentes des critiques, depuis 2003, les compagnies aériennes nationales, low-cost et régionales, notamment Aer Lingus, MyTravel Airways, Bmibaby, Ryanair, Aer Arann, Flybe, Lufthansa et EasyJet ont ajouté des liaisons vers le Royaume-Uni et l'Europe continentale. Toutes les compagnies ne se sont pas maintenues, mais en 2005, l'aéroport traitait 500 000 passagers par an, et 770 000 en 2018.